# کارلوس والدراما
کارلوس آلبرتو والدراما پالاسیو (تلفظ صحیح اسپانیایی: کارلوس آلبرتو والدرما پالاسیو) (به اسپانیایی: Carlos Alberto Valderrama Palacio) (زاده ۲ سپتامبر ۱۹۶۱) که به نام ال‌پیپه (بچه) نیز شناخته می‌شود، بازیکن فوتبال سابق کلمبیایی است. عمده معروفیت او به خاطر موهای طلائی بلند و عجیب و همچنین پاس‌های تک‌ضرب و دقیقش بود. او در سه دوره جام جهانی کاپیتان تیم ملی کلمبیا بود. وی طی ۱۴ سال (۱۹۸۵–۱۹۹۸) حضور در تیم ملی ۱۱۱ بازی ملی انجام داد و ۱۱ گل به ثمر رساند. در سال ۲۰۰۴ والدراما از سوی فیفا به عنوان یکی از صد بازیکن برتر قرن بیستم انتخاب شد.

## دوران بازیگری
والدراما فوتبال را از باشگاه‌های کلمبیا آغاز کرد و پس از موفقیت در دیپورتیوو کالی به چهره‌ای مشهور تبدیل شد تا جایی که در سال ۱۹۸۷ عنوان مرد سال فوتبال آمریکای جنوبی را به دست آورد. درخشش اصلی والدراما مربوط به سال‌ها حضور وی در تیم ملی کلمبیا است. او در جام جهانی ۱۹۹۰ همراه تیمش به مرحله یک‌هشتم نهایی صعود کرد. وی در دور گروهی و در دیدار با آلمان غربی در آخرین دقایق بازی پاس زیبایی به «رینکون» داد و او دروازه ژرمن‌ها را باز کرد تا کلمبیا به مرحله بعد راه یابد اما در یک‌هشتم نهایی اشتباه فاحش رنه هیگیتا دروازه‌بان جنجالی کلمبیا، باعث شکست آن‌ها مقابل کامرون (۲ بر یک) و حذف از جام جهانی شد و روژه میلا مهاجم نامدار کامرون با زیرکی از این اشتباه نهایت استفاده را کرد و گل دوم تیمش را به ثمر رساند.
۳ سال بعد در جریان دیدار با آرژانتین در مقدماتی جام جهانی، ۱۹۹۴ تیم کلمبیا به لطف هدایت والدراما و گلزنی آسپریلا و رینکون حریف پر قدرت خود را ۵ بر صفر درهم کوبید تا به عنوان یکی از مدعیان قدم به جام جهانی بگذارد اما در آمریکا تیم کلمبیا در دیدار اول مغلوب یاران گئورگی هاجی شد و پس از شکست ناباورانه مقابل میزبان، از گردونه رقابت‌ها حذف شد. در جام جهانی ۱۹۹۸ هم دیگر صلابت گذشته در تیم کلمبیا دیده نشد و هر چند والدراما همچنان بازیکنی خلاق و تأثیرگذار نشان داد اما آن‌ها در مرحله اول با شکست از انگلستان و رومانی حذف شدند. او در سال ۱۹۹۶ به آمریکا رفت و در تیم تامپابی بسیار درخشید به‌طوری‌که در اولین فصل حضورش به عنوان بهترین بازیکن لیگ ام‌ال‌اس انتخاب شد. والدراما پس از ۲۲ سال حضور موفق در میدان‌های فوتبال، برای همیشه با فوتبال وداع کرد.

## افتخارات

### باشگاهی
- قهرمان لیگ فوتبال فرانسه: ۱۹۹۰ به همراه مونپلیه

قهرمان لیگ کلمبیا به همراه آتلتیکو ۱۹۹۳، ۱۹۹۵

### فردی
- بازیکن سال آمریکا ۱۹۸۷، ۱۹۹۳
- بهترین بازیکن لیگ آمریکا ۱۹۹۶